# Upplands runinskrifter 153
Runinskrift U 153 är en runsten som nu står i Hagby och Täby kommun i Uppland. Stenen var förut inbyggd i en källarvägg i Lissby tillsammans med  U 152 och U 154.

## Stenen
Stenens material består av ljusgrå granit, höjden är 2,6 meter och bredden 1,5 meter. Stilen är Ringerike och ristningen är försedd med ett kristet kors. Ursprungligen stod stenen vid Litsby gamla gårdstomt men flyttades till Hagby på 1930-talet. Delar av texten är skadad. Skriften nämner namnen på fyra bröder som sannolikt bott i Litsby på vikingatiden. Två av dem försvann under en resa österut och stenen restes för att hedra deras minne. Troligen har stenen utgjort ett monument tillsammans med U 155 som också rests av bröderna Sven och Ulv.
Den från runor översatta inskriften följer nedan:

## Inskriften
Translitterering av runraden:
...[(u)](a)i- × [(a)]uk × ulf- litu × raisa × stai-(a) × e(f)tiʀ × hlftan · auk · eftiʀ × kunar × bryþr × sina × þaiʀ · antaþus × aust... ...(u)m
Normalisering till runsvenska:
[S]væi[nn] ok Ulf[ʀ] letu ræisa stæi[n]a æftiʀ Halfdan ok æftiʀ Gunnar, brøðr sina. Þæiʀ ændaðus aust[r] ...
Översättning till nusvenska:
Sven och Ulv läto resa stenarna efter Halvdan och Gunnar, sina bröder. De dogo österut...
Minnesformeln kan jämföras med U 136  och  U 140: þaiʀ · antaþus × aust[r × kriki]um (i Grekland)  eller  med Sö 338 och U 209: þaiʀ · antaþus × aust[r × i karþ]um (i Gårdarike).